# Принцеса-гусівниця

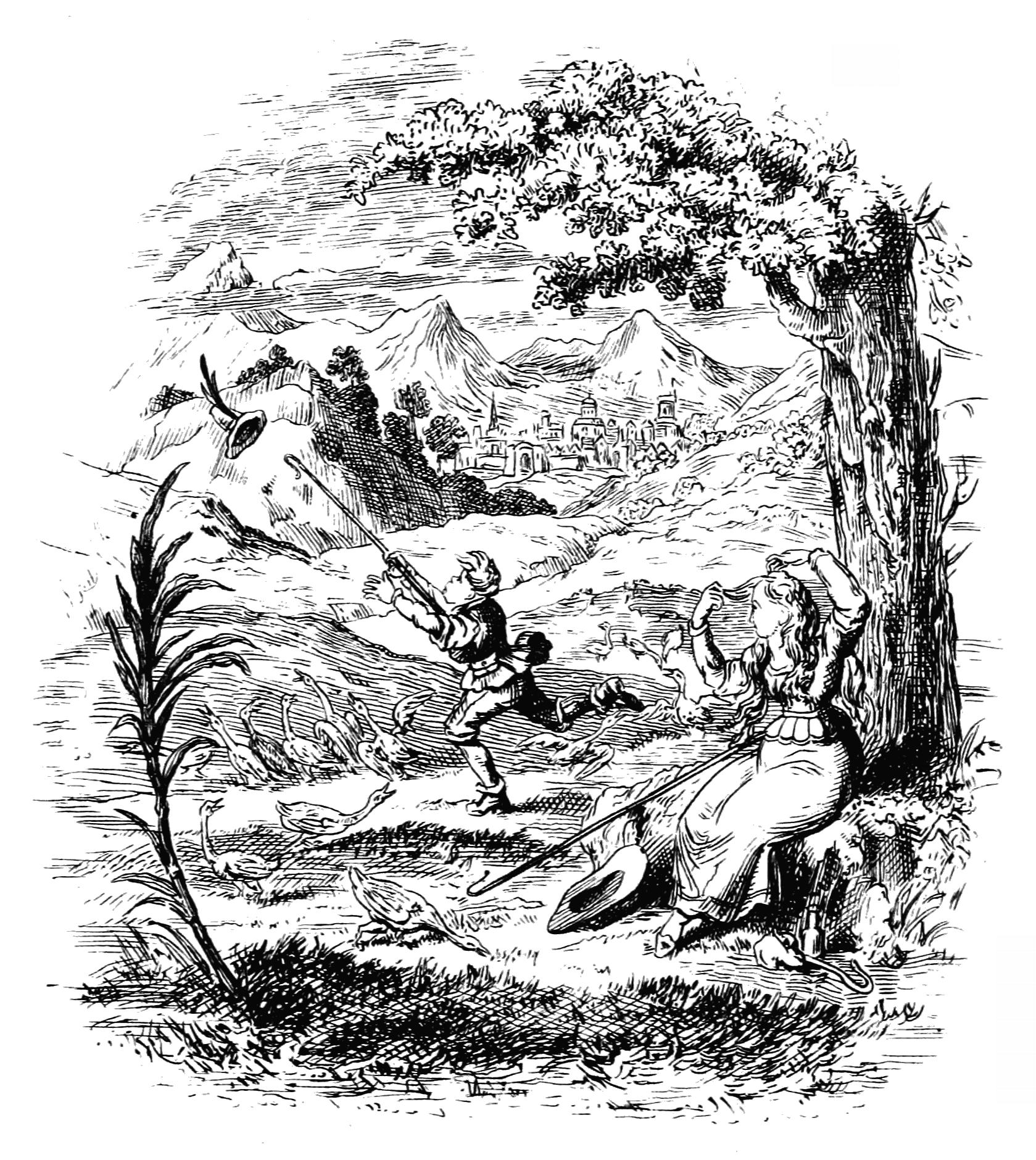
Ілюстрація Джорджа Крукшенка, 1876 рік

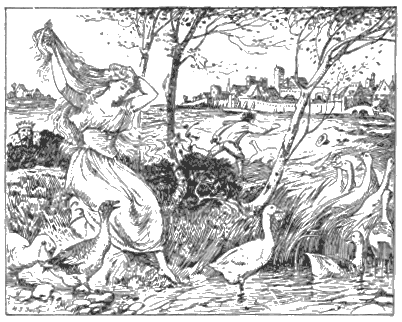
Ілюстрація Генрі Джастіса Форда, 1889 рік

«Принцеса-гусівниця» — казка (АТУ 533). У «Дитячих і побутових казках» братів Грімм має номер 89 (KHM 89).

## Сюжет

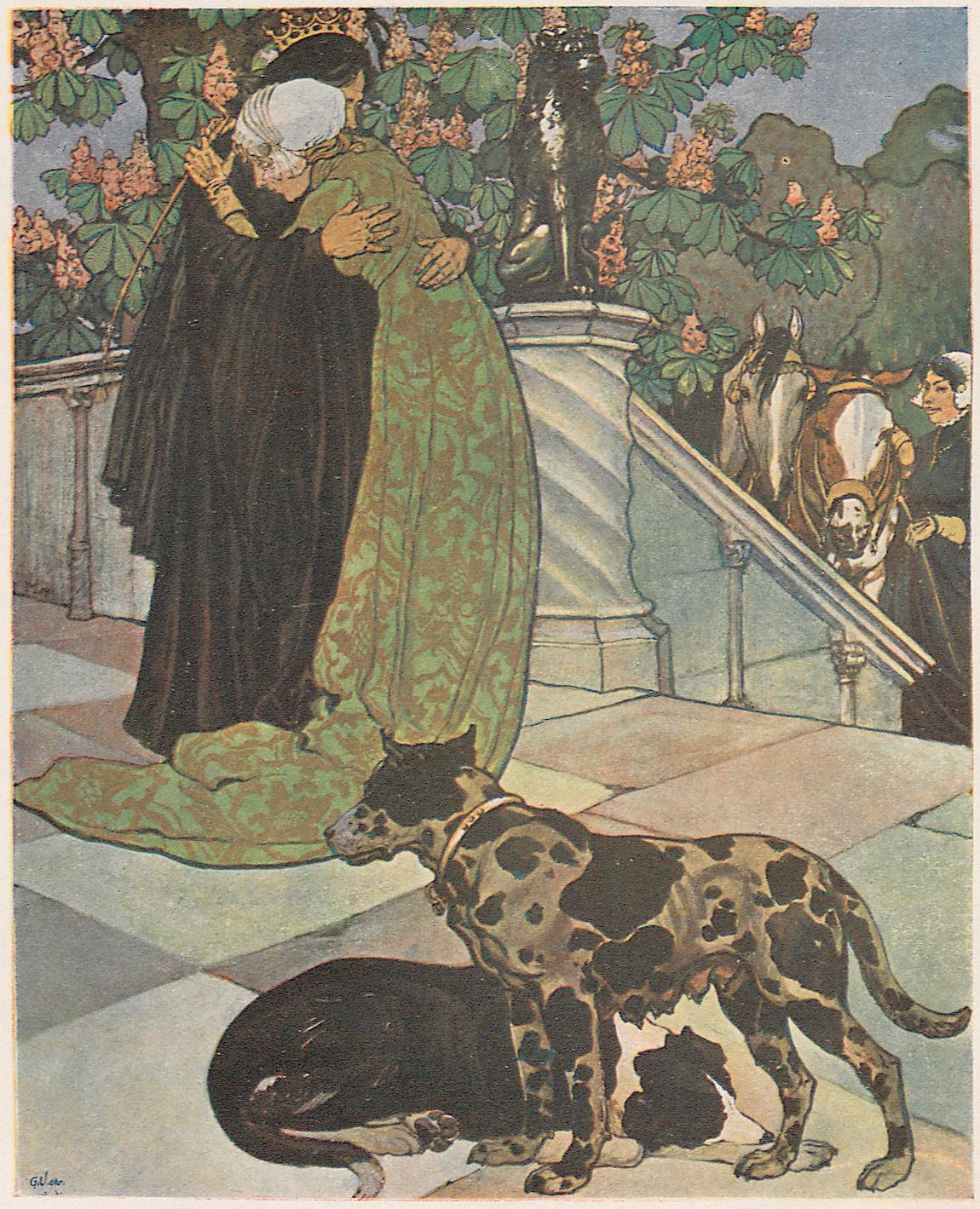
Ілюстрація Максиміліана Лібенвейна, 1902 рік

Королева, чий чоловік давно помер, відправляє свою єдину доньку далеко, щоб пошлюбити з королівським сином. Вона дає їй служницю, кобилицю на ім'я Фалада, що розмовляє, і тканину з трьома краплями своєї крові як дорожній талісман. Однак дочка втрачає цю тканину, коли їй доводиться нахилитися над струмком, бо служниця відмовляється віддати їй золоту чашу з водою. Служниця навіть змушує принцесу поміняти коней та одяг, а потім бере з неї клятву нікому про це не розповідати. Принцеса покірно зносить усе це. Коли вони прибувають до замку, помінявшись ролями, принц отримує служницю як свою наречену, а старий король відсилає принцесу з маленьким хлопчиком на ім'я Кюрдхен пасти гусей. Фальшива наречена відрубує голову коню Фаладі, бо боїться, що він її зрадить, але на прохання королівської доньки м'ясник прибиває голову під воротами, через які вони з Кюрдхеном щодня проходять з гусями. Щоразу, коли вони проходять повз, принцеса розмовляє з кінською головою, яка звертається до неї «Королева-служниця». На гусячій галявині вона розпускає своє блискуче золоте волосся, щоб знову заплести косу, і Кюрдхен намагається вирвати кілька волосин. Але вона вимовляє заклинання, щоб викликати порив вітру, який зриває капелюшок з його голови. Він змушений бігти за ним, але коли повертається, вона вже закінчила зачіску. Кюрдхен скаржиться королю, який наступного дня таємно спостерігає за ними і все знаходить, про що Кюрдхен і повідомляє. Увечері він відводить принцесу осторонь і вимагає пояснень. Але вона відмовляється говорити, посилаючись на присягу, яку дала. Тоді король дозволяє їй поскаржитися на піч і непомітно підслуховує її. Королевич дізнається правду. Король виносить власний вирок фальшивій нареченій, і її карають на смерть у бочці, утиканій цвяхами. Після цього справляють пишне весілля.

## Стилістичні особливості

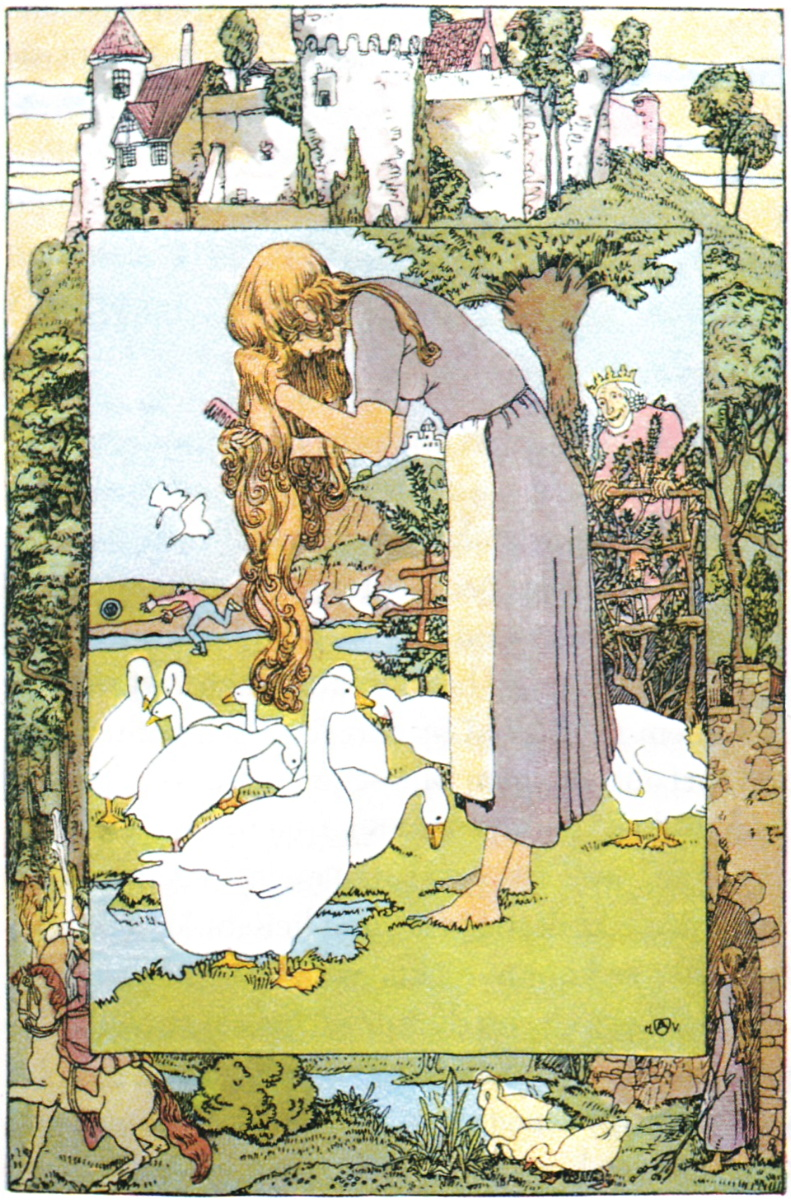
Ілюстрація Генріха Фогелера, 1907 рік

У цій казці три краплі крові, що розмовляють, а потім голова коня, що розмовляє, з'являються надприродним чином, після чого королівська дочка сама здійснює магічний вплив на вітер за допомогою заклинання. Краплі крові промовляють лише двічі: «Якби твоя мати знала, її серце розірвалося б», перш ніж впасти у воду. Дві інші формули повторюються по три рази:
«О ти, Фаладо, як ти висиш»
«О дівоча царице, як ти ходиш,
якби твоя мати дізналася про це,
її серце розірвалося б.»
Привітання «О ти» та рима з темним «а» надають першим двом рядкам поважного, меланхолійного характеру. У двох наступних рядках Фалада говорить, як краплі крові, але додавання «в тілі» відсутнє. Наступний вірш про вітер звучить бадьоро і яскраво:
«Горе, горе, вітерець,
візьми капелюшок Кюрдхена,
і йди зі мною на полювання,
поки я не заплету коси і не пострижуся,
і не одягну його знову.»
Лише під час свого голосіння в печі сама княгиня повторює слова крапель крові: «Коли б мати це знала, серце б у неї розірвалось» (з 1843 р., пор. ХМ 6, 56, 166).

## Пояснення

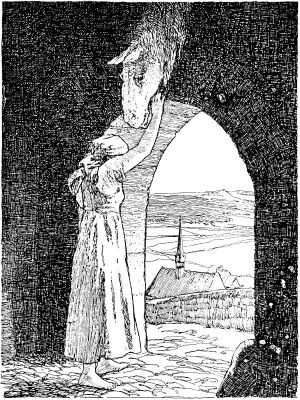
Ілюстрація Отто Уббелоде, 1909 рік

«Шнац» — це верхній вузол, зроблений з двох заплетених кісок і зібраний у пучок навколо голови, а зверху надягається шапочка. Текст чітко ідентифікує себе як казку, в якій магічні процеси описуються як щось само собою зрозуміле, без жодного подиву з боку тих, хто бере в них участь. Як і в багатьох казках, героїня має пройти випробування на стійкість і витримку. Їй це вдається, зберігаючи свої пошкоджені зв'язки з батьківщиною, для якої відрубана голова коня та кров її матері є pars pro toto. Історія сприймається як казка розвитку. Попри гідність, принцесі бракує сили, на відміну від егоїстичної та недобросовісної служниці. Конфлікт починається біля струмка з рідкими краплями крові матері, а закінчується в залізній печі свекра (твердій). Обидва символи виражають теплоту серця, з одночасним контрастом між стихіями води і вогню. Між ними високо піднята голова коня, розпущене волосся і вітер виражають важкість і прохолоду. Як і річка перед нею, ворота також вказують на перехід. Цю стежку з гусями їй дав свекор (пор. Пастушка гусей біля криниці), тоді як на початку домінує мати безбатченка. Суворе покарання служниці, яке терпить її мати, також вписується в цей контраст.

## Інтерпретації

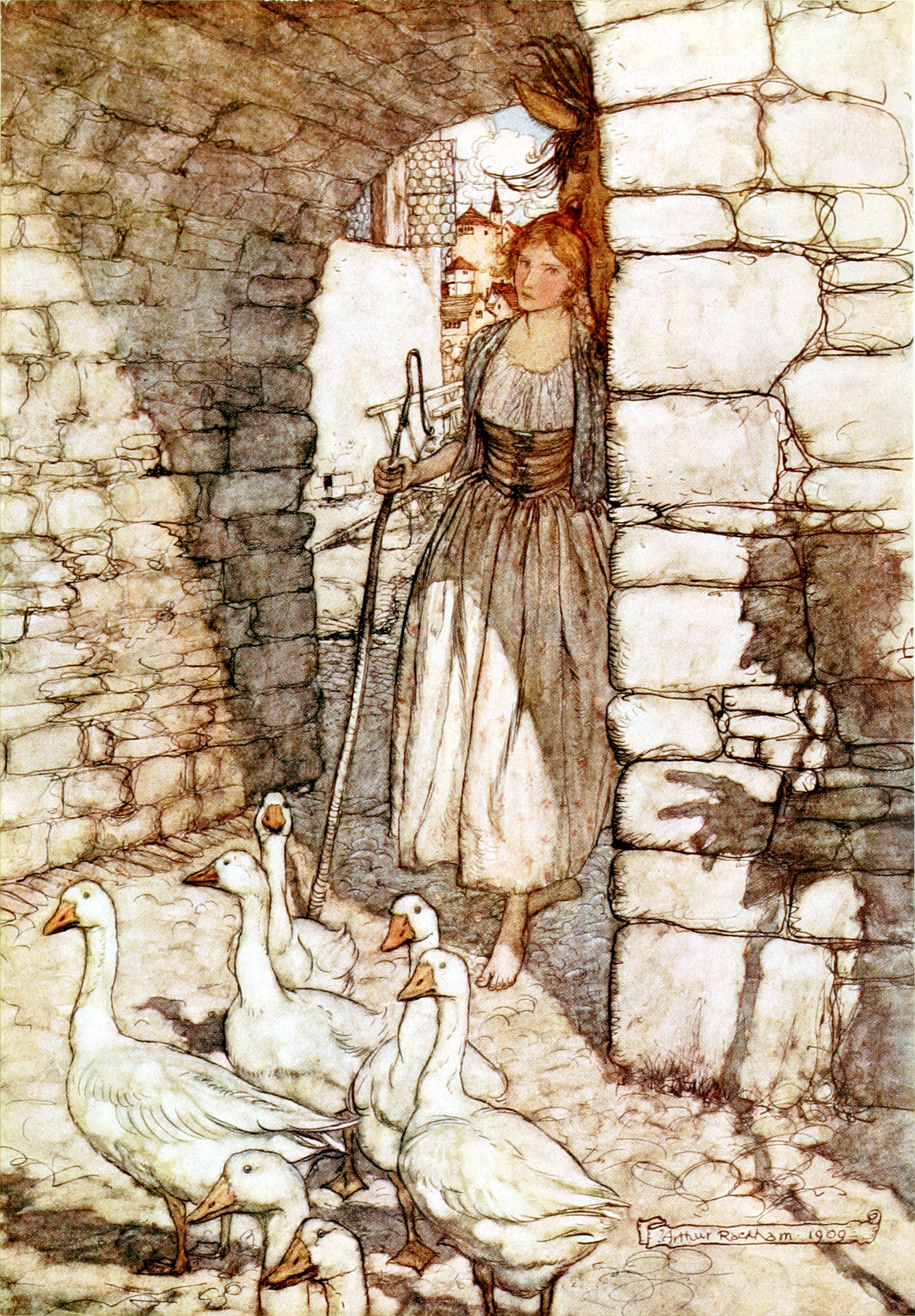
Ілюстрація Артура Рекхема, 1909 рік

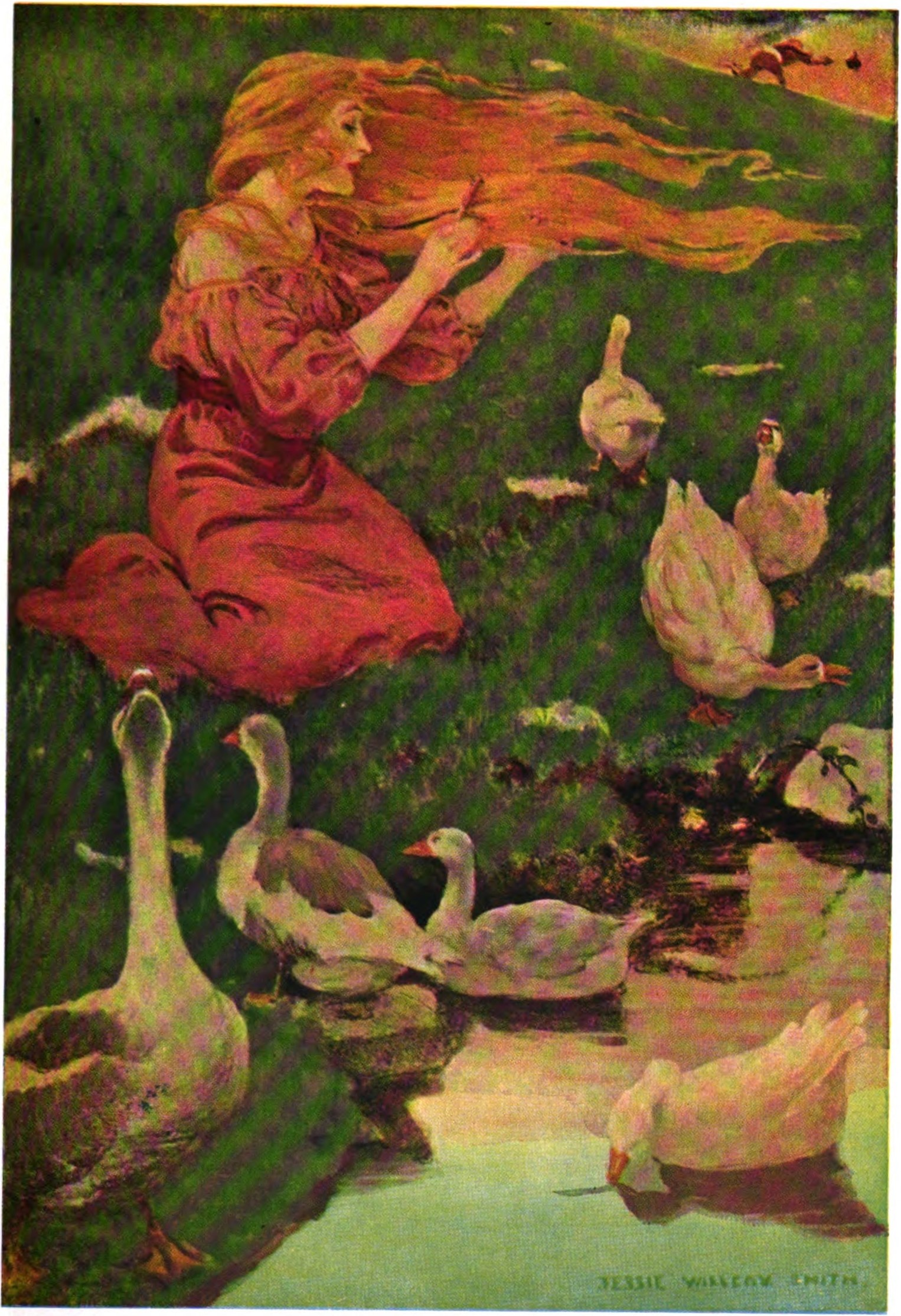
Ілюстрація Джессі Віллкокс Сміт, 1911 рік

За інтерпретацією Гедвіг фон Бейт, золоте волосся виражає світло свідомості — подібно до «Ейзенгаверів» — в обрамленні все ще грайливого хлопчика-пастушка та образу батька — старого короля. Кінь — це образ Великої Матері, яка все більше розпадається на протилежних жінок на шляху до свідомості. Червона і біла крапля крові як фізичний попередник «Я», що об'єднує протилежності, гарантує як возз'єднання, так і орієнтацію. Її втрата перед обличчям жаги до життя супроводжується пасивністю та переоцінкою (обмін коней та одягу). Казка, як і багато інших, складається з трьох частин, з четвертою в кінці. Інші автори вважають амбівалентну інтерпретацію матері тут перебільшеною, оскільки немає ніякого символічного зв'язку зі служницею, а обмін конями радше паралельний до переходу нареченого.
Бруно Беттельхайм розглядає Едіпів комплекс у двох протилежних аспектах: Дитина відчуває себе зрадженою одностатевим батьком заради прихильності іншого, а згодом усвідомлює, що він чи вона є узурпатором. Казка проливає світло на небезпеку надто тривалого утримання дитини в залежності. Героїня переносить свою залежність від матері на служницю і таким чином знову стає молодою, неодруженою дівчиною. Догляд маленького хлопчика підкреслює її незрілість. Але вона захищає своє золоте волосся, на відміну від золотої чаші. Вона вчиться бути собою і дотримується своєї обітниці. Фальшива наречена, з іншого боку, хоче здаватися тією, ким вона не є. Покарання важливе, воно дає дитині безпеку. Білий кінь нареченої гідно помстився білим конем. Беттельгайм порівнює «Розваль і Ліліан», закривавлену білу білизну як символ сексуальної зрілості, з «Тканиною з трьома краплями крові».
На думку Верени Каст, йдеться про відсторонення від матері, маскулінне існує лише безособово як світогляд. Вільгельм Зальбер спостерігає розділення свідомих і несвідомих зусиль, щоб уникнути конфлікту. Такі люди зайняті, щоб уникнути зради, якої вони таємно прагнуть. Гайнц-Петер Рер бачить залежність у принцесі, яка розпещена своєю матір'ю і зрештою принижена до служниці. Він сприймає казку як опис емоційного насильства в родині. Як приклад Йобст Фінке описує курс терапії державного службовця з агорафобією та панічними атаками. Вона відчувала себе скутою у шлюбі і хотіла б мати такий інтимний зв'язок з матір'ю, батька, який би розумів без її втручання, і друга, який би вислухав її, як Фалада. Згідно з Рольфом Вундерером (2017), казка рекомендована для передачі лідерства в ціннісно-орієнтований спосіб.
За тлумаченням невідомого лікаря, який був засуджений за своє тлумачення, що викликало незадоволення гессенської юстиції, Nocet esse locutum (7 ORs 10/23), старий король, за категоричним імперативом, не робіть іншим того, чого б ви не хотіли, щоб вони робили вам, «фальшивій нареченій», яка вимагає покарання за власні вчинки, з якими вона бореться в особі «справжньої нареченої». Іґнес Содре (2017) говорить про манію, за допомогою якої людина бореться проти чогось в іншій людині, що засуджує в собі. У процес проєктивної ідентифікації, за Томасом Огденом (1979), входить можливість позбутися власного зла і розірвати контакт з ним. Згодом виникає надзвичайна жорсткість характеру, але не плутанина, а безпека як захисний бар'єр проти повернення відщеплених спроектованих частин «я». Сімінгтон (1990) ставить питання, чи не є проєктивна ідентифікація також повсякденним засобом маніпулювання абсолютно здоровими людьми. Зіткнення державних прокурорів з таким тлумаченням може бути небезпечним, як Йоганн Петер Ашенбройх уже чітко дав зрозуміти в 1695 році у своїй «Гусячій служниці».

## Походження та поширення

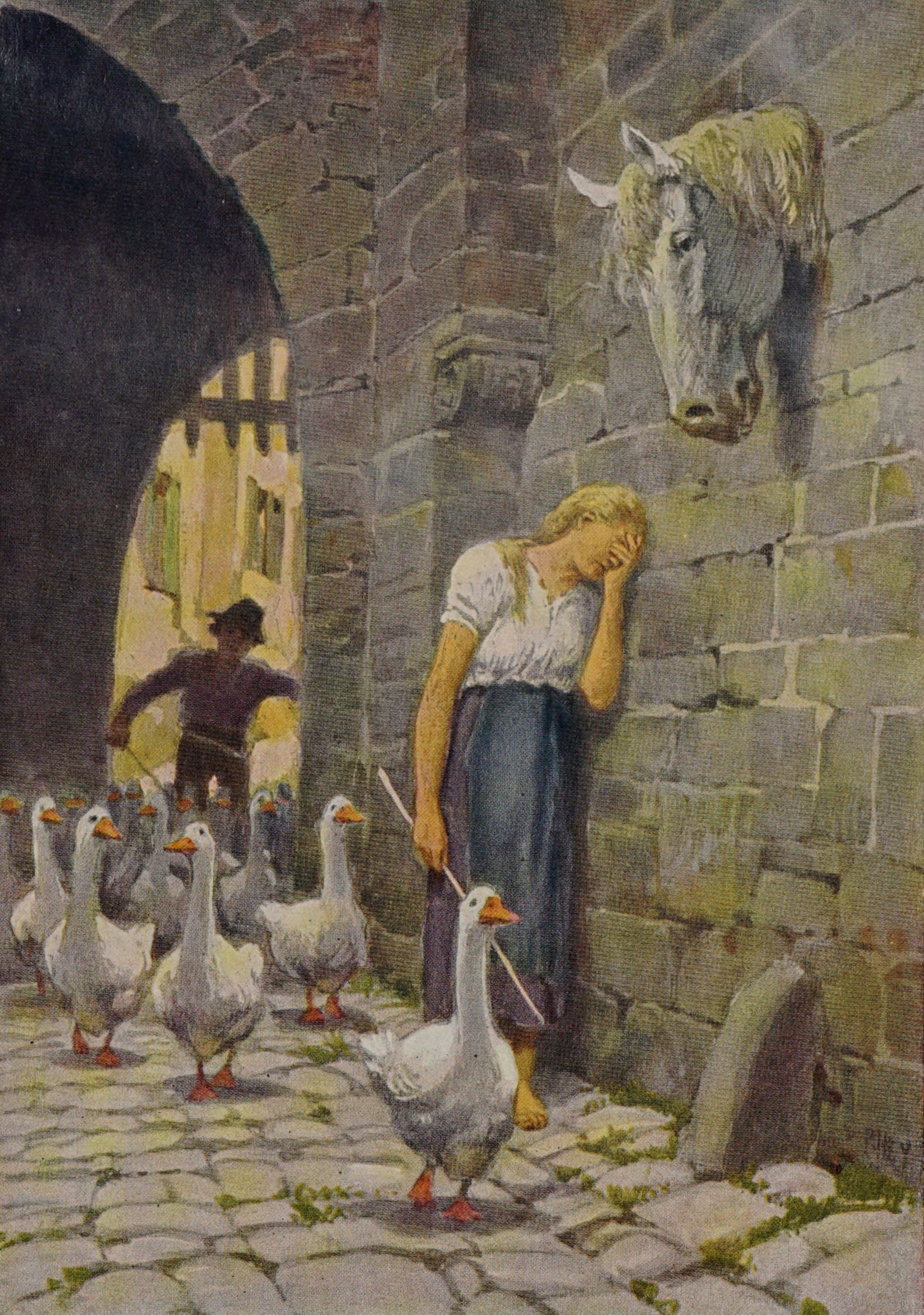
Ілюстрація Пола Гея, 1939 рік

Казка відома з «Дитячих і побутових казок» братів Грімм, де вона з'являється з другої частини 1-ї серії видання 1815 року (з № 3) і знаходиться на позиції 89. Відтоді до змісту казки вносилися лише незначні зміни. За його власним оповіданням, Якоб Грімм дотримувався усної розповіді, яку він записав від Доротеї Віманн, доньки трактирника з родини гугенотів у Нідерцверені (в Гессені, поблизу Касселя). Як завжди, Грімми намагалися пов'язати елементи казки, особливо роль коня, зі скандинавською міфологією (див. також KHM 126 «Ferenand getrü та Ferenand ungetrü», KHM 136 «Залізна людина»). Кінь у «Пісні про Роланда» називається Вейлантіф (Валентич, Ваентин, Велентін), а коня Віллегальма — Волатін (Валатін, Валантін).
Ганс-Йорг Утер знаходить французьких Бертасажа та «Le doje pizzelle» з «Пентамерона» Джамбаттіста Базіля (IV,7) як попередники. За словами Лутца Реріха, вважалося, що кінь мав здібності до ясновидіння. Він також знаходить приклади значення крапель крові. У KHM 56 «Коханий Роланд» краплі відповідають замість убитої дочки. У французьких популярних версіях голос попереджає «Червону Шапочку», коли вона збирається випити крові своєї бабусі: «Ти п'єш мою кров». Також у KHM 88 «Співучий жайвір-стрибунець», краплі крові ведуть до родича в загробному світі. У 1-й частині Книги Буття 4:10 Бог каже Каїну: «Голос крові брата твого волає до Мене із землі» (1 Мос 4.10 ЄС). Приказки про «голос крові» чи «узи крові» існують і сьогодні.
Згідно з «Енциклопедії казок» Рут Боттігаймер знаходить безліч усних варіантів цієї казки майже по всьому світу. Очевидно, спільна риса залишається досить стійкою навіть у змішаних варіантах. Замість голови коня, яка поширена в німецькомовному світі, можуть бути інші тварини (осел, собака, птахи). Краплі крові можуть бути замінені сльозами матері або золотим волоссям, брошкою, хусткою або золотим яблуком. Рідше весільну подорож модифікують як візит до родини або щось подібне. Подібні казки «Про добру та погану дівчинку» (KHM 11 «Братик і сестричка», KHM 13 «Троє лісових чоловічків», KHM 135 «Біла та чорна наречена»). Фальшивий суперник також з'являється в кількох казках наприкінці (ХМ 21, 65, 88, 113, 126, 127, 186, 193). Дивіться в «Пентамероні» Джамбаттіста Базиля I,2 «Маленький мирт» і IV,7 «Два маленькі тістечка».
Пастушка гусей можна знайти і на гербі міста Монхайм-на-Рейні. Герб походить від Йоганна Петера Ашенбройха, який з 1695 року був судовим виконавцем Берґішес Амт Монгайм. На своїй офіційній печатці Ашенбройх розмістив зображення служниці з гусаком, а також латинський напис «Nocet esse locutum», що означає «Плітки шкодять» - в офіційних справах має переважати розсудливість. Отже, мешканцям муніципалітету Монгайм не варто радити похмуро мовчати і, тим більше, не варто відмовлятися від слова відкритої німецької людини, адже колись крик святих гусей врятував Капітолій, місто Рим, а отже, і культурний центр усього тогочасного освіченого світу «! - Отже: «Усьому свій час»!» Окрім Аугсбурга та Монхайма-на-Рейні, у Геттінгені також є фонтан Гензель.

## Ефект

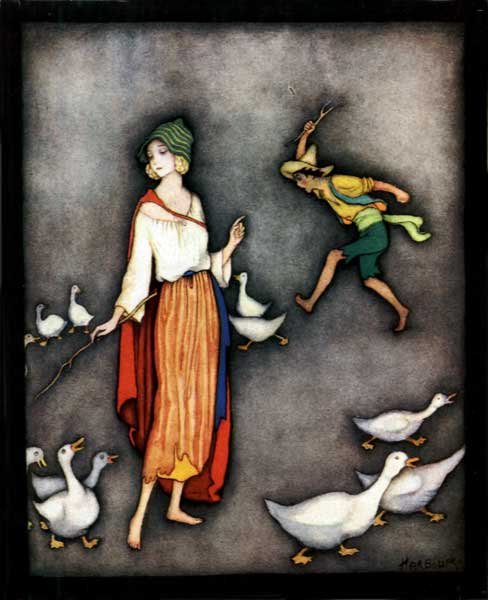
Ілюстрація Дженні Гарбор

Генріх Гейне надихнувся казкою, яку йому в дитинстві розповіла няня, на написання віршів 29-48 у збірці «Німеччина. Зимова казка» (Caput XIV) і, можливо, також на вірш «Лорелай)».У романі Гарольда Макграта «Пастушка гусей» (1909) канцлер обміняв свою доньку на доньку короля. У романі Гарольда Макграта «Дівчина-гуска» 1909 року канцлер помінявся своїми дочками з дочками короля. Екранізація «Пастушки гусей» (1915) була втрачена. У фільмі Юдори Велті «Наречений-розбійник», 1942 рік, дівчина має медальйон із написом: «Якби твоя мати побачила тебе зараз, її серце б розірвалося». Особливо інтенсивно казка отримала відгуки в США, а з 1980-х років також в Італії. Шеннон Гейл адаптує «Дівчинку-гуску» як фантастичний роман. Багато в чому повторює казку «Колючка» Інтісара Ханані. «Найдорожча» Алетея Контіс не має жодного стосунку до «Пастушки гусей», за винятком того, що одного з героїв звуть Конрад. У «Кривавому листі» Крістал Сміт є кілька мотивів: служниця, хустка, голова Фалади. У «Сніжному пір'ї» Аліси Івіньї жорстоко поводилася зі служницею, яка має вийти заміж замість принцеси, яка потім починає ревнувати. У «Маленьких злодіях» Маргарет Овен служниця розповідає історію про принцесу, яка доглядає за сиротами, а також з'являється Фалада.
Письменник Рудольф Вільгельм Фрідріх Дітцен вибрав собі псевдонім Ганс Фаллада на честь Ганса в «Удачі» та коня Фалади з «Пастушки гусей». Вірш Бертольда Брехта «Кінь звинувачує» має підзаголовок «Ой Фаллада, ти, що повішаєшся!». Його поклав на музику Ганнс Ейслер. Вірш Адрієнн Річ «The Fact of a Doorframe» («Факт дверної рами», 1974) і вірші Джея Макферсона «Poor Child» («Бідна дитина») і «What Falada Said in Poems Twice Told: The Boatman і Welcoming Disaster» («Те, що Фалада сказав у віршах, сказано двічі: Човняр і вітальна катастрофа», 1981) посилаються на казку. У «Казці про носову хустку» Емми Доног'ю пастушка гусей виявляє, що поля їй сприятливі, тоді як принц смертельно хворий. Маргарет Мегі використовує фразу з казки: «Якщо ти не хочеш мені нічого говорити, поскаржись на свої страждання залізній печі» у своїй книзі для дорослих «Інша сторона мовчання» про дівчину, яка відмовляється говорити, яка врешті пише книгу та спалює її в печі. Оповідання Ненсі Фармер «Фалада: кінь дівчини-гуски» розповідається з точки зору коня. Гуска також є персонажем другого тому манги «Людвіг Революція» японської художниці коміксів Каорі Юкі, натхненної казками Грімма. Там, однак, оригінальний наратив повністю залишений. У коміксі Гранта Моррісона «Фатальний патруль» #31 Бафомет приймає форму голови Фалади. Гурт Фавн співає пісню «Фалада».
Ерік Кіммель перетворив її на дитячу книжку. Лінде Кнох опублікувала казку в книжці «Сила стихій на Сульт» з ілюстраціями Інґо Кюля. Вибір слів та порядок слів були адаптовані до сучасного використання. Зміст залишився незмінним.
За словами Елізи Пєцюл-Кармінської казка вважалася забороненою в Польщі лише за сталінських часів. 19 травня 2023 року гессенська юстиція випустила прес-реліз під номером справи 7 ORs 10/23, згідно з яким лікар отримав попередження за цитування казки «Пастушка гусей», яка мала на меті посилатися на процес проєктивної ідентифікації. Асоціація лікарів із загального медичного страхування в Гессені не розпізнала посилання в казці на Категоричний імператив і натомість відчула загрозу смерті через цитату. Відтоді в прецедентному праві переважає принцип, що цитата з казки також може становити кримінальний злочин погрозливої поведінки, «Nocet esse locutum».

## Екранізації

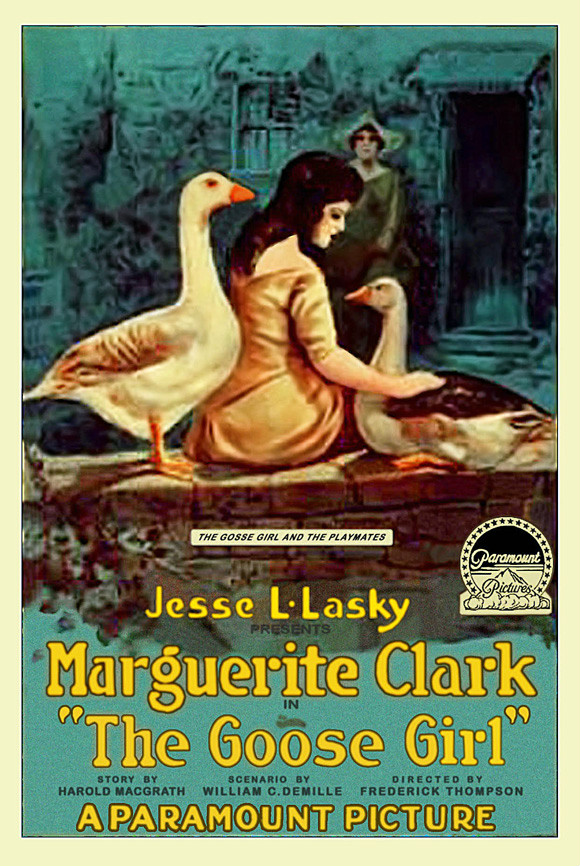
Кіноплакат, 1915 р

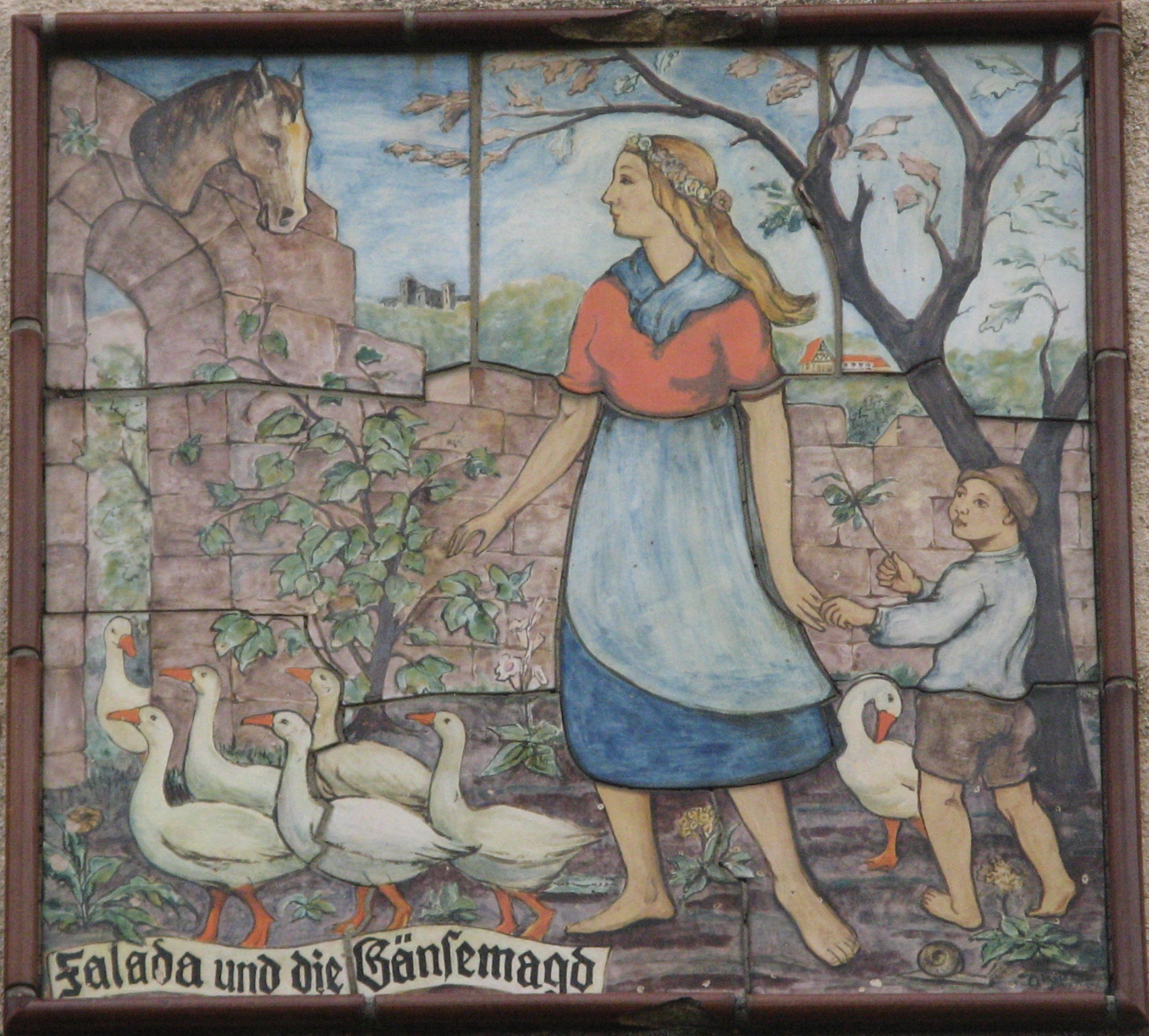
«Пастушка гусей» (близько 1940 року), Йоганн-Мітлінгер-Зідлунг, Раксштрассе 7-27, Відень

- 1957: «Пастушка гусей», художній фільм, Західна Німеччина, 73 хв, режисер: Фріц Геншоу.
- 1977: «Пастушка гусей», художній фільм, Швейцарія, 25 хв., Режисер: Рудольф Югерт.
- 1986: «Пастушка гусей», анімаційний фільм, НДР, фільм DEFA, 11 хв., Режисер: Горст Тапперт.
- 1988: «Історія гусячої принцеси та її вірного коня Фалада», художній фільм, НДР, фільм DEFA, 80 хв., Режисер: Конрад Петцольд.
- «СімсалаҐрімм», німецький мультсеріал 1999, 2 сезон, 26 серія: «Пастушка гусей».
- 2009: «Пастушка гусей», фільм-казка з 2-го Сезон серіалу ARD «Вісім за один раз», Німеччина, 60 хв., Режисер: Сібіл Тафель.

За Вікіпедією, втрачений фільм Фредеріка Томсона «Пастушка гусей» (1915) був знятий за мотивами роману Гарольда Макграта «Пастушка гусей». Анімаційний фільм Марка Свона «Принцеса і горошинка» (2002) також має риси цього твору. ГПастушка гусей також з'явилася в японському мультсеріалі «Одного разу». Том Девенпорт перетворив її на епізод свого серіалу «Від братів Грімм» у 1985 році. Діліс Гамлетт, ймовірно, читала казку в телесеріалі «Джеканорі», сезон 1, епізод 38.

### Первинна література
- Grimm, Brüder: Kinder- und Hausmärchen. Vollständige Ausgabe. Mit 184 Illustrationen zeitgenössischer Künstler und einem Nachwort von Heinz Rölleke. S. 443—453. 19. Auflage, Artemis & Winkler Verlag, Patmos Verlag, Düsseldorf und Zürich 1999, ISBN 3-538-06943-3.
- Grimm, Brüder: Kinder- und Hausmärchen. Ausgabe letzter Hand mit den Originalanmerkungen der Brüder Grimm. Mit einem Anhang sämtlicher, nicht in allen Auflagen veröffentlichter Märchen und Herkunftsnachweisen herausgegeben von Heinz Rölleke. Band 3: Originalanmerkungen, Herkunftsnachweise, Nachwort. Durchgesehene und bibliographisch ergänzte Ausgabe, Reclam-Verlag, Stuttgart 1994, ISBN 3-15-003193-1, S. 168—170, 481.

### Вторинна література
- Bottigheimer, Ruth: Pferdekopf: Der sprechende Pferdekopf. In: Enzyklopädie des Märchens. Band 10. S. 937—941. Berlin, New York, 2002.
- Henkel, Nikolaus: Eidechse. In: Enzyklopädie des Märchens. Band 3. S. 1152. Berlin, New York, 1979.
- Moser-Ruth, Elfriede: Eideslist. In: Enzyklopädie des Märchens. Band 3. S. 1155. Berlin, New York, 1979.
- Alvey, Gerald: Eisen. In: Enzyklopädie des Märchens. Band 3. S. 1294—1300. Berlin, New York, 1979.
- Röhrich, Lutz: Märchen und Wirklichkeit. Wiesbaden, zweite erweiterte Auflage 1964. S. 66, 82.
- Rusch-Feja, Diann: The Portrayal of the Maturation Process of Girl Figures in Selected Tales of the Brothers Grimm. Europäischer Verlag der Wissenschaften, Frankfurt am Main 1995, ISBN 3-631-47837-2, S. 102—118.
- Bluhm, Lothar und Rölleke, Heinz: «Redensarten des Volks, auf die ich immer horche». Märchen — Sprichwort — Redensart. Zur volkspoetischen Ausgestaltung der Kinder- und Hausmärchen durch die Brüder Grimm. Neue Ausgabe, S. Hirzel Verlag, Stuttgart/Leipzig 1997, ISBN 3-7776-0733-9, S. 107—108.
- Wilkes, Johannes: Der Einfluß von Märchen auf Leben und Werk Heinrich Heines. Eine Untersuchung anläßlich des 200sten Geburtstages des Dichters. In: Märchenspiegel. Zeitschrift für internationale Märchenforschung und Märchenpflege. Februar 1997. S. 9–12. (ISSN 0946-1140)
- Uther, Hans-Jörg: Handbuch zu den Kinder- und Hausmärchen der Brüder Grimm. Entstehung — Wirkung — Interpretation. Walter de Gruyter, Berlin 2008, ISBN 978-3-11-019441-8, S. 203—206.

### Інтерпретації
- von Beit, Hedwig: Symbolik des Märchens. A. Francke AG, Bern 1952
- Kast, Verena: Wege aus Angst und Symbiose. Märchen psychologisch gedeutet. 1. Auflage. Walter-Verlag, München 1987, ISBN 3-530-42100-6, S. 37–61.
- Röhr, Heinz-Peter: Wege aus der Abhängigkeit. Destruktive Beziehungen überwinden. 3. Auflage, Patmos Verlag, München 2009, ISBN 978-3-423-34463-0.
- Lenz, Friedel: Bildsprache der Märchen. 8. Auflage. Verlag Freies Geistesleben und Urachhaus GmbH, Stuttgart 1997, ISBN 3-87838-148-4, S. 133—145.
- Bettelheim, Bruno: Kinder brauchen Märchen. Deutsch von Liselotte Mickel und Brigitte Weitbrecht. 3. Auflage, dtv, München 1980, ISBN 3-423-01481-4, S. 157—165. (amerikanische Originalausgabe: 'The Uses of Enchantment', 1975)

## Веб-посилання
- Märchenlexikon.de на «Репресована наречена» AaTh 533
- Інтерпретація «Пастушка гусей» від Даніели Такс
- Märchenatlas.de про «Пастушку гусей» та фотографії
- SurLaLuneFairyTales.com: текст казки з коментарем (англ.)
- Ілюстрації
- Малюнок Адріана Людвіга Ріхтера для «Пастушка гусей»
- «Пастушка гусей», читає Ганс Гафен (16:33) (LibriVox)